# 仁井谷俊也
仁井谷 俊也（にいたに としや、1947年11月14日 - 2017年10月2日）は、広島県尾道市出身の作詞家。69歳没。

## 来歴・人物
29歳で演歌に目覚め、歌謡同人誌『こけし人形』に10年間の投稿生活を送る。1985年、38歳のとき第18回日本作詩大賞で新人賞を受賞。これを機に広島に妻子を残して単身上京。営業職のサラリーマンから「脱サラ」で作詞家に転身した。
1998年には天童よしみの「人生しみじみ」が藤田まさと賞を受賞。2005年、氷川きよしが「面影の都」で第38回日本有線大賞を受賞。2014年、氷川きよしの「ちょいと気まぐれ渡り鳥」が第47回日本作詩大賞を受賞した。
生前は日本音楽著作権協会評議員・日本作詩家協会常務理事・日本音楽作家団体協議会理事を歴任。作詞の際は「今の時代の言葉で、自分自身の言葉」を用いた「ハートのある歌、実感のある歌」づくりを心がけていた。

## 主な作詞楽曲
- 青江三奈

「女とお酒のぶるーす」
- 石原詢子

「紅い月」
「風よ吹け」
「ひとり日本海」
- 泉ちどり

「海の女房」
- 五木ひろし

「くれない椿」
「丹波ぼたん雪」
- 出光仁美

「見返り小町」
「城崎しぐれ」
- 井上由美子

「城崎夢情」
- 岩出和也

「愛を消さないで」
「北のとまり木」
「北のおもかげ」
- 岩本公水

「みちゆき舟」
- 上野さゆり

「縁し舟」
- 男石宣隆

「大阪泣かせ雨」
- 大石まどか

「京都の雨」
「もどり橋」
「雨あがり」
「冬のれん」
「うちの人」
「函館空港」
- 大泉逸郎

「婿どの」
「望郷さんさ時雨」
「人生横丁」
「ふるさと屋台」
「女房酒」
「花しぐれ」
- 大江裕

「のろま大将」
「檜舞台」
「なんか一丁やったろかい」
「北風大将」
「赤城恋しや」
- 大川栄策

「湯の町月夜」
「高山の女」
「泣かせ雨」
大島勝（旭天鵬勝）&島津悦子
「バヤルラー～ありがとう～」
「この地球に生まれて」
- 大月みやこ

「女の哀愁」
- 丘みどり

「霧の川」
「佐渡の夕笛」
- 鏡五郎

「千鳥の舞」
「織田信長」
「おまえの涙」
「宇奈月の雨」
「鏡川」
「なみだ月」
「修善寺の宿」
「黒髪しぐれ」
「惚れて道づれ」
「お前を離さない」
「男ごころ」
「玄海あばれ太鼓」
「有馬川」
「越前しぐれ」
「いのち坂」
「忍び傘」
「恋女房」
- 金田たつえ

「他人妻」
「命みちづれ」
「夫婦すごろく」
「湯の町椿」
「四季の酒」
「おしどり酒」
「ひとり寝の宿」
- 川野夏美

「出世太鼓」
「サヨナラ桟橋」
「じょっぱり」
「北海子守唄」
「寒ぼたん」
「花はこべ」
「女の空港」
「悲別～かなしべつ～」
「雲母坂～きららざか～」
「冬の月」
「オホーツク海岸」
「九官鳥」
「霧雨海峡」
「江差恋唄」
「十字架（クルス）の海」
「お茶の水」
「歌手～singer～」
- 北川大介

「愛してる…激しく」
「おまえを連れて」
- 北島三郎

「橋」
「夫婦一生」
「夢千里」
「母」
「人生道」
「知床漁港」
- 北野まち子

「夢見坂」
「函館みなとから…」
「寿 祝い節」
- 北山たけし

「雨の裏町」
「霧笛の酒場」
「男のなみだ雨」
- キム・ヨンジャ

「哀愁の酒」
- 黒川英二

「よさこい慕情」
「男すっ飛び東海道」
- 黒川真一朗

「柿田川」
「グラスの氷」
「最上川」
- 黒木姉妹

「東京・難破船」
- 香西かおり

「倉敷ひとり雨」
- 香田晋

「伊豆の宿」
- 小桜舞子

「人世舟～ひとよぶね～」
「女の階段」
「おんなの夜汽車」
「こころ川」
「母娘じょんがら」
- 伍代夏子

「矢車草」
- 小村美貴

「惚れた惚れたよ」
- 佐々木新一

「みちのくランプの宿」
「祖谷（いや）のかずら橋」
「最上川」
- 笹みどり

「深川育ち」
- 椎名佐千子

「御意見無用の人生だ」
「海の男に惚れちゃった」
「対馬海峡」
「女の華祭り」
「君津・木更津・君去らずソーラン鴎唄」
「出船桟橋」
「哀愁･･･日本海」
「おじぎ草」
「泣きむし海峡」
- 島津悦子

「鶯～うぐいす～」
「惚れたのさ」
「浅野川春秋」
「あなたと乾杯」
「瀬戸内から・・・」
「おんなの日本海」
「雨の神楽坂」
- 長山洋子

「蜩」
- 中村美律子

「この世は女で廻るのよ」
- 氷川きよし

「星空の秋子」
「面影の都」
「ちょいと気まぐれ渡り鳥」
「さすらい慕情」
- 福田こうへい

「北の出世船」
- 松原のぶえ

「雪割草」
「越前風舞い」
「海燕」
「惚れとったんや」
「不知火挽歌」
- 美川憲一

「吾妻橋で待つ女」
- 水森かおり

「尾道水道」
「安芸の宮島」
「島根恋旅」
「大和路の恋」
- 山内惠介

「君の酒」
「流転の波止場」
- 山本みゆき

「倖せふたり」
「冬椿」
「風の嵯峨野路」
「おんな町」
「別府航路」
「雨の鎌倉」